# Shaded by the Leaves
A Shaded by the Leaves a Chandeen nevű német együttes első nagylemeze, mely 1994-ben jelent meg.

## Az album dalai
1. Waterscapes – 2:04
2. Lumis – 4:35
3. Red Letter Days – 4:10
4. Mourning Was Driven Ashore – 2:44
5. Darkness – 3:45
6. Silent Gods Part I – 2:27
7. Silent Gods Part II – 5:06
8. The Loss Of Summer – 3:39
9. Recall Me – 3:46
10. Journey To The Land Of Wisdow – 9:13
11. Dawn – 2:44
12. Scottish Hills – 5:10
13. No Warm Smile Reunions The People (Silent Gods Reprise) – 2:24
14. Reliance – 4:11
15. Raindance – 1:02
16. Hope And Violence – 2:54
17. The World Of Lost And Found (Epilogue) – 1:23

### Brazil kiadás
Az album Brazíliában a Hellion Records kiadásában jelent meg. Ebben a kiadásban egy 18. bónuszszám is helyet kapott „Mysterious Clouds” címmel.

## Közreműködők
- Antje Shulz – ének
- Catrin Mallon – ének
- Harald Lowy – szintetizátor, zongora, basszusgitár, dob
- Oliver Henkel – szintetizátor, basszusgitár

Vendégművészek
- Dorothea Hohnstedt – fuvola
- Harald Gottschalk – elektromos és akusztikus gitár, mandolin
- Axel Henninger – akusztikus gitár
- Michael Schwalm